# Aja (album)
Aja är ett musikalbum av rockgruppen Steely Dan, utgivet i september 1977. Låtarna "Peg", "Deacon Blues" och "Josie" utgavs som albumets singlar och nådde alla placering på Billboard Hot 100-listan. Bäst gick "Peg" som nådde elfteplatsen. Albumet är av många ansett som gruppens bästa album och rankades som det 145:e bästa albumet på tidskriften Rolling Stones lista The 500 Greatest Albums of All Time. Det är också ett av albumen i boken 1001 album du måste höra innan du dör. Det utnämndes till årets femte bästa album i 1977 års Pazz & Jop-lista.
Albumet tilldelades en Grammy Award i kategorin "Best Engineered Non-Classical Recording". Tack vare av sin högklassiga produktion är albumet populärt att använda hos audiofiler för att testa ljudanläggningar.
1999 gjordes en dokumentär om inspelningen av albumet i serien Classic Albums.

## Låtlista
Alla låtar skrivna av Walter Becker och Donald Fagen.
1. "Black Cow" – 5:10
2. "Aja" – 7:57
3. "Deacon Blues" – 7:37
4. "Peg" – 3:57
5. "Home at Last" – 5:34
6. "I Got the News" – 5:06
7. "Josie" – 4:33

## Musiker
- Donald Fagen - piano, synth, sång, vissling
- Walter Becker - bas, gitarr, sång
- Chuck Rainey - bas
- Timothy B. Schmit - bas, sång
- Paul Griffin - keyboard, sång, körsång
- Don Grolnick - keyboard, clavinet
- Michael Omartian - piano, keyboard
- Joe Sample - piano, keyboard, clavinet
- Larry Carlton - gitarr
- Denny Dias - gitarr
- Jay Graydon - gitarr
- Steve Khan - gitarr
- Dean Parks - gitarr
- Lee Ritenour - gitarr
- Pete Christlieb - flöjt, tenorsaxofon
- Chuck Findley - horn, brass
- Jim Horn - flöjt, saxofon
- Richard Hyde - trombon
- Slyde Hyde - brass
- Plas Johnson - flöjt, saxofon
- Jackie Kelso - flöjt, horn, saxofon
- Lou McCreary - brass
- Bill Perkins - flöjt, horn, saxofon
- Tom Scott - conductor, flöjt, tenorsaxofon, lyricon
- Wayne Shorter - flöjt, tenorsaxofon
- Bernard Purdie - trummor
- Steve Gadd - trummor (på "Aja")
- Ed Greene - trummor (på "I got the News")
- Paul Humphrey - trummor
- Jim Keltner - slagverk, trummor
- Rick Marotta - trummor
- Gary Coleman - slagverk
- Victor Feldman - slagverk, piano, keyboard, vibrafon
- Venetta Fields - sång, körsång
- Clydie King - sång, körsång
- Rebecca Louis - sång, körsång
- Shirley Matthews - sång, körsång
- Michael McDonald - sång, körsång

- Producent: Gary Katz
- Ljudtekniker: Roger Nichols

## Listplaceringar
- Billboard 200, USA: #3[7]
- UK Albums Chart, Storbritannien: #5[8]
- Nederländerna: #9[9]
- VG-lista, Norge: #10[10]
- Topplistan, Sverige: #35[11]